# Угол поля изображения
У́гол по́ля изображе́ния — угол, образованный в пространстве изображений прямыми, соединяющими центр выходного зрачка объектива с наиболее удалёнными от оптической оси точками, отображаемыми с достаточной резкостью и допустимым виньетированием. От сочетания угла поля изображения с фокусным расстоянием зависит диаметр поля изображения объектива.
В пространстве предметов углу поля изображения соответствует угол поля зрения, который всегда больше, чем угловое поле объектива. Это объясняется падением качества изображения от его центра к краю вследствие аберраций и виньетирования. Угол поля изображения зависит от конструкции объектива и расположения его выходного зрачка. Чаще всего, он лежит в небольшом диапазоне 45—50°, независимо от фокусного расстояния объектива, поскольку в этих пределах аберрации и виньетирование корригируются без больших сложностей. В длиннофокусных объективах, рассчитанных на небольшой кадр, угол поля изображения иногда искусственно ограничивается дополнительной полевой диафрагмой оправы, для уменьшения светорассеяния боковых пучков, не задействованных в построении изображения кадра.
Исключение из этого правила могут составлять симметричные широкоугольные объективы, угол поля изображения которых превышает величину 60°. Однако, такое увеличение угла приводит к большому наклону краевых пучков, падающих на фотоприёмник под острыми углами. Следствием этого могут быть нарушения цветоделения на многослойных цветных фотоматериалах или снижение эффективности фотодиодов матрицы. Большинство современных объективов обладают сравнительно небольшими углами поля изображения, исключающими сильный наклон краевых пучков к поверхности светоприёмника. Угловое поле объектива при этом может варьироваться в широких пределах за счёт положительного или отрицательного телеувеличения. Предельным случаем могут считаться объективы, обладающие телецентричностью в пространстве изображений. Такая оптика обеспечивает отвесное падение световых пучков по всей площади фотоматрицы, а угол поля изображения при этом равен нулю.